# Natriumlaurylethersulfaat
Natriumlaurylethersulfaat (ook wel NLES of naar het Engelse sodium laureth ether sulfate SLES genoemd) is een veel gebruikte oppervlakte-actieve stof. De stof wordt toegepast als reinigingsmiddel en schuimvormer in diverse reinigende producten. Het wordt bereid door natriumdodecylsulfaat te ethoxyleren.

## Toepassing
In cosmetica als shampoo, badschuim en douchegel, waar een reinigende of schuimvormende werking de basisfunctie van het product is, is natriumlaurylethersulfaat de meest gebruikte oppervlakte-actieve stof. De INCI-aanduiding is Sodium Laureth Sulfate.
Natriumlaurylethersulfaat is zo populair omdat het een sterke reinigende werking heeft en vrij goedkoop is. Vergeleken met het in de Verenigde Staten veel in cosmetica gebruikte natriumdodecylsulfaat (bekend als SDS of SLS) is het milder.
Verder kan een oplossing van natriumlaurylethersulfaat worden ingedikt door wat keukenzout toe te voegen. Keukenzout is veel goedkoper dan de andere middelen voor het verhogen van de viscositeit.
Natriumlaurylethersulfaat wordt ook gebruikt in glasreinigers, vloeibaar afwasmiddel en allesreinigers, meestal aangevuld met sterkere maar minder huidvriendelijke reinigende stoffen.

## Toxicologie en veiligheid

### Irritatie
Natriumlaurylethersulfaatconcentraties in cosmetica worden als veilig beschouwd, hoewel het net als andere schoonmaakmiddelen irritatie kan veroorzaken, die toeneemt bij hogere concentraties. Bij testdieren en bij sommige proeven op mensen werd oog- en huidirritatie waargenomen. Van SLS is bekend dat het irritatie veroorzaakt, onderzoek toont aan dat natriumlaurylethersulfaat ook bij sommige mensen na langdurige blootstelling irritatie kan optreden.

### Vermeende kankerverwekkendheid
Sommige producten met natriumlaurylethersulfaat bevatten een kleine hoeveelheid dioxaan. Volgens de Amerikaanse Food and Drug Administration moeten deze niveaus in de gaten gehouden worden, en de FDA moedigt fabrikanten aan het dioxaan te verwijderen, hoewel dit niet verplicht is volgens federale wetgeving. De Environmental Protection Agency beschouwt dioxaan als waarschijnlijk kankerverwekkend, maar in veel hogere concentraties dan die in commerciële producten.